# 六花酒造
六花酒造株式会社（ろっかしゅぞう）は青森県弘前市に本社を置く酒造メーカー。製造する代表銘柄は杜來、じょっぱり。

## 概要
1719年（享保4年）、藤田久次郎が弘前城下で蔵元「高嶋屋酒造」を開く。また、1886年（明治19年）に野村音次郎が「白梅酒造」を創業し、1909年（明治42年）に川村酒造店が創業された。いずれも太平洋戦争中の企業整備令を免れ、戦後復興期まで弘前を代表する蔵元御三家として繁盛した。
高度経済成長とともに激しくなる大手酒造メーカーの進出を受け、地元市場が狭まることに危機感を抱いた高嶋屋酒造の藤田久次郎（世襲）が、白梅酒造社長・野村音次郎（世襲）、川村酒造店社長・川村東一郎と協議し、合併。1972年、「六花酒造株式会社」を立ち上げた。翌1973年に建設された生産能力30,000石の醸造蔵で、本醸造酒や普通酒を主に生産を続けてきたが、2022年末をもって岩木地区に移転した。その際、敷地・仕込みタンクとも10分の1に、また醸造能力も700石にダウンサイジングし、本醸造酒中心から純米酒に限る藏に改めた。
社名の「六花」は、合併当時の弘前市長である藤森睿が、雪の結晶に現れる幻想的な六角形の花をイメージして命名した。高嶋屋酒造の酒造免許を優先し、あとの2社が免許を返還するかたちでの立ち上げとなった。

## 主な商品
- 杜來 - 移転後の2023年に誕生した新ブランドの純米酒。「300年の歴史を繋ぎ、酒造りへのこだわりを未来へ受け継ぐ」「挑戦する」という思いが込められている[7]。
- じょっぱり - 1975年に誕生した本醸造酒[4]。すっきりとした辛口が特徴の本醸造酒で、長らく同社を代表するブランド銘酒であった[7]。2022年の移転の際にいったん終売したが[4][7]、復活を望む声に応えて2024年に純米酒「JOPPARI」として発売された[4][8]。